# Khufi (Sprache)
Chufi oder Khufi (Eigenbezeichnung Xuf ziv) ist eine vorm Aussterben bedrohte iranische Sprache, die von etwa 1000 Menschen im Pamirgebirge (Tadschikistan) gesprochen wird.
Chufi ist nahe verwandt mit Schughni und wird häufig als Dialekt dieser Sprache angesehen. Die Sprecher, die südlich des Bartang leben, bezeichnen sich selbst als Khuf oder Pamiri.